# Rodový strom

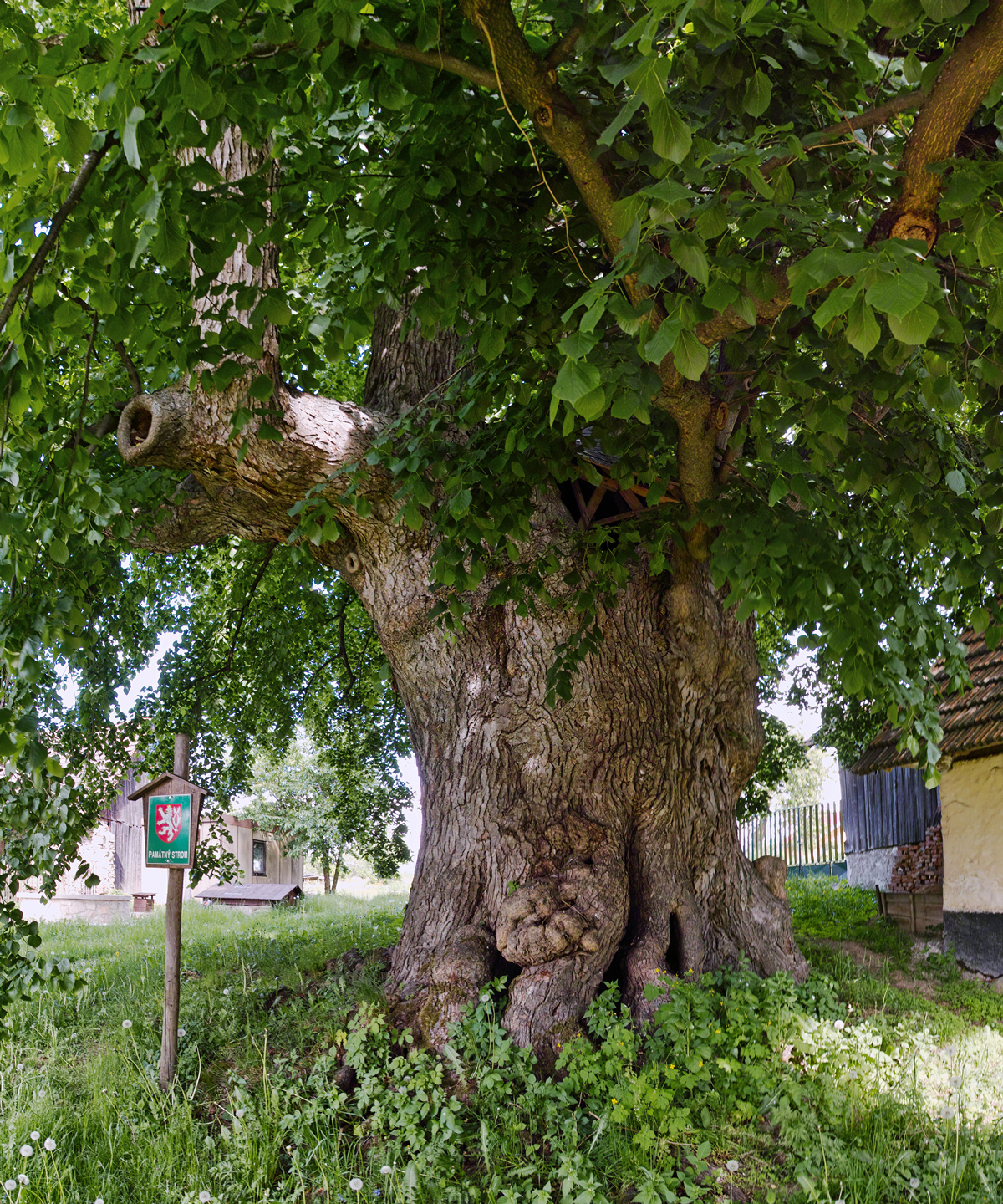
Rodová Holubova lípa ve Vlásenici

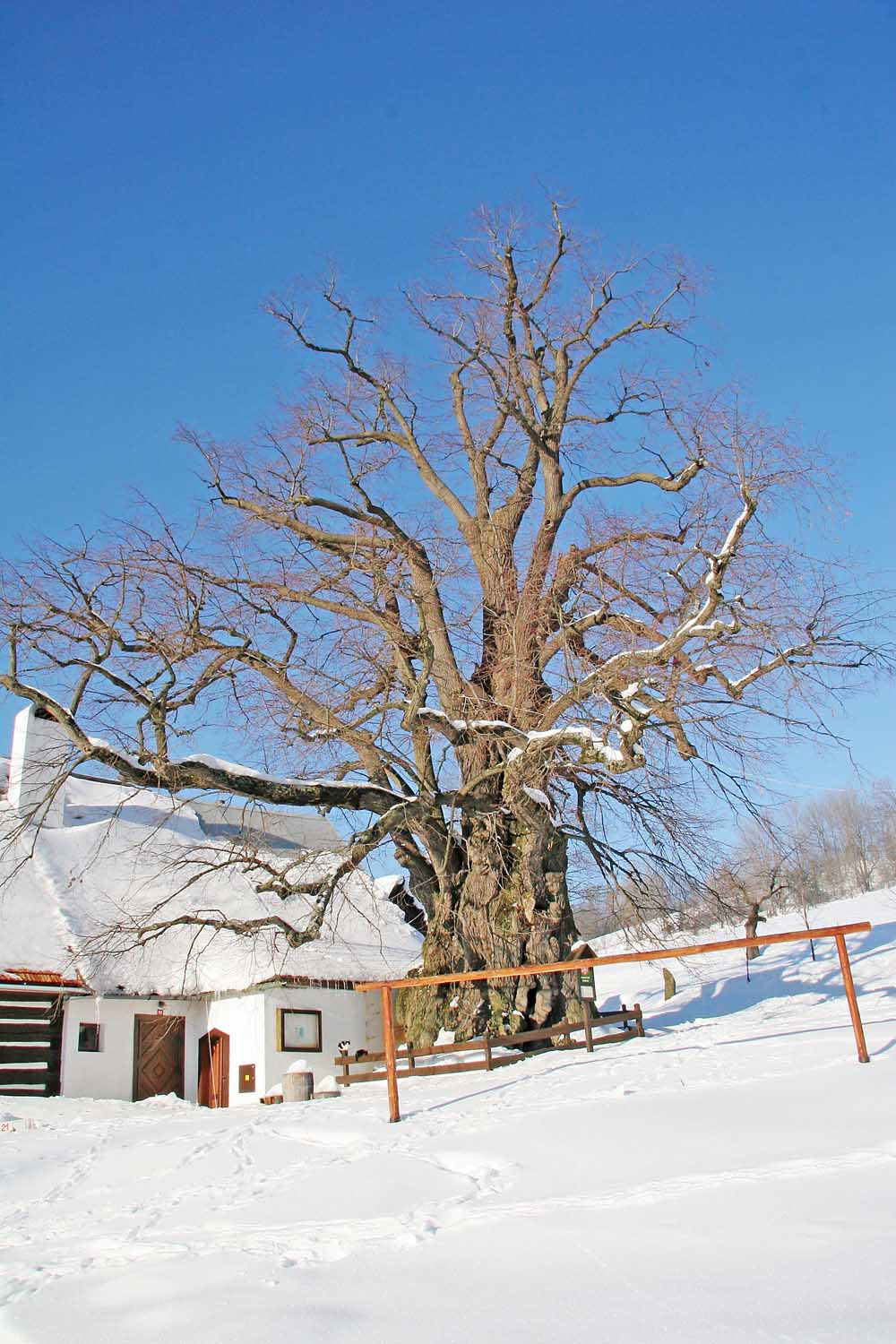
Lukasova lípa v Telecí

Rodový strom je strom, který byl vysazen při významné rodové události, zpravidla založení nového statku, dokončení stavby, narození prvního potomka, narození prvního syna, případně za každého z první generace narozených na novém statku. Stáří tohoto obyčeje není přesně známo, nicméně lze podle nejstarších živých rodových stromů předpokládat, že sahá minimálně 800 let do minulosti. Místy (převážně na venkově) se tento zvyk drží dodnes.

## Charakteristika
Typickým rodovým stromem Českých zemí jsou lípy (původní druhy lípa velkolistá a srdčitá), v horských polohách spíše lípy velkolisté a javory kleny. Jiné druhy se objevují spíše výjimečně.
Rodové stromy mívaly i praktickou funkci – chránily stavení před bleskem (resp. fungovaly jako hromosvod), poskytovaly stín v horkém létě a úkryt před deštěm.
Protože rodové stromy nebyly pěstovány kvůli zisku dřeva a věřilo se, že dokud strom nezahyne, nevymře ani rod, nebyly kácené a mohly se dožít velmi vysokého věku. Mnohé z nejstarších památných stromů proto patří právě mezi rodové. Kvůli problematickému určení věku dutých stromů ale často nelze prokazatelně zjistit, zda byl strom jako rodový již vysazen, nebo zda se jím stal až později, kdy k němu byl přistavěn statek. Stromy obvykle byly pojmenovány po majiteli statku.

## Příklady
- Běleňská lípa
- Holubova lípa
- Lukasova lípa
- Lípa na Babí
- Lípa u Zelených
- Lípa v Kotli
- Šrůtkova lípa
- Tománkova lípa
- Žižkova lípa (Nejepín)